# Magnolia coriacea
Espèce
Synonymes
- Michelia coriacea Hung T.Chang & B.L.Chen
- Michelia	 polyneura C.Y.Wu ex Y.W.Law & Y.F.Wu

Statut de conservation UICN

 EN B1ab(iii,v) : En danger
Magnolia coriacea est une espèce de plantes à fleurs de la famille des Magnoliacées. C'est un arbre présent en Chine et au Vietnam.

## Description
C'est un arbre.

## Répartition et habitat
Cet arbre est sur la liste rouge des espèces en voie de disparition en 2020. Il existerait moins de 500 individus dans une région située entre Thi Tran Sa Pa au Vietnam et Bose en Chine.